# USS Ellet (DD-398)
USS Ellet (DD-398) là một tàu khu trục lớp Benham được Hải quân Hoa Kỳ chế tạo vào cuối những năm 1930. Nó là chiếc tàu chiến duy nhất của Hải quân Hoa Kỳ được đặt tên theo năm thành viên của gia đình Ellet tại Pennsylvania từng tham gia cuộc Nội chiến Hoa Kỳ, bao gồm Đại tá Charles Ellet, Jr.; Thiếu tướng Alfred W. Ellet; Đại tá Charles R. Ellet; Thiếu tá John A. Ellet; và Edward C. Ellet. Ellet đã hoạt động tại Mặt trận Thái Bình Dương trong suốt Chiến tranh Thế giới thứ hai, được cho ngừng hoạt động sau khi chiến tranh kết thúc, và bị bán để tháo dỡ vào năm 1947.

## Thiết kế và chế tạo
Ellet được đặt lườn tại xưởng tàu của hãng Federal Shipbuilding and Drydock Company, ở Kearny, New Jersey vào ngày 3 tháng 12 năm 1936. Nó được hạ thủy vào ngày 11 tháng 6 năm 1938; được đỡ đầu bởi cô Elvira Daniel Cabell, cháu nội Đại tá Charles Ellet, Jr.; và được đưa ra hoạt động vào ngày 17 tháng 2 năm 1939 dưới quyền chỉ huy của Thiếu tá Hải quân F. J. Mee.

## Lịch sử hoạt động
Trong tháng 9 và tháng 10 năm 1939, Ellet hoạt động Tuần tra Trung lập ngoài khơi Grand Banks, rồi cùng với Đội khu trục 18 hoạt động tuần tra từ Galveston, Texas. Đặt căn cứ tại San Diego, California từ ngày 26 tháng 2 năm 1940, nó tham gia cùng Lực lượng Chiến trận để thực hành cơ động xa đến tận khu vực quần đảo Hawaii. Vào mùa Hè năm 1941, cảng nhà của nó được chuyển đến Trân Châu Cảng, và vào tháng 10 đã đưa một đội khảo sát Lục quân từ đảo Christmas quay trở về Honolulu.
Khi Nhật Bản bất ngờ tấn công Trân Châu Cảng vào ngày 7 tháng 12 năm 1941, Ellet đang trên đường quay trở về sau chuyến đi tăng cường lực lượng đồn trú cho đảo Wake, trong thành phần hộ tống cho Lực lượng Đặc nhiệm 8, mà nó tiếp tục phục vụ trong suốt tháng 12. Sau một chuyến đi hộ tống vận tải về vùng bờ Tây, nó hộ tống một đoàn tàu chuyển quân đến đảo Christmas trong tháng 2.
Đến tháng 4, nó hộ tống các tàu sân bay thuộc Lực lượng Đặc nhiệm 16 để tung các máy bay ném bom hạng trung B-25 Mitchell trong cuộc Không kích Doolittle nổi tiếng xuống Tokyo và các thành phố Nhật Bản khác; và quay trở về Trân Châu Cảng vào ngày 25 tháng 4. Cũng những con tàu này lại lên đường năm ngày sau đó để gia nhập cùng các tàu sân bay tham gia Trận chiến biển Coral; nhưng trận chiến đã kết thúc trước khi lực lượng của Ellet đến nơi, và Lực lượng Đặc nhiệm 16 quay trở về Trân Châu Cảng. Một lần nữa đơn vị này lại khởi hành từ Trân Châu Cảng vào ngày 28 tháng 5 năm 1942 để gia nhập cùng Lực lượng Đặc nhiệm 17; cùng với nhau, họ đã đẩy lui hạm đội Nhật Bản trong trận Midway từ ngày 4 đến ngày 6 tháng 6. Phía Nhật mất bốn tàu sân bay, nhiều máy bay cùng những phi công hải quân đầy kinh nghiệm khó lòng thay thế. Ellet quay trở về Trân Châu Cảng vào ngày 13 tháng 6 để chuẩn bị cho việc chiếm đóng quần đảo Solomon, cuộc phản công đầu tiên của Đồng Minh tại Thái Bình Dương.
Ellet đi đến ngoài khơi Guadalcanal vào ngày 7 tháng 8 để bắn phá chuẩn bị, tuần tra tại khu vực vận chuyển, và chống trả các cuộc không kích của đối phương. Vào ngày 9 tháng 8, nó cứu vớt 41 sĩ quan và 451 thủy thủ của Quincy (CA-39) cùng một người của Astoria (CA-34), cả hai chiếc tàu tuần dương hạng nặng bị đánh chìm trong Trận chiến đảo Savo đêm hôm trước; rồi tham gia cùng Selfridge (DD-357) trong nhiệm vụ đánh chìm tàu tuần dương HMAS Canberra, vốn bị hư hại nặng cùng trong trận này. Đang khi hộ tống các tàu vận tải quay trở lại Nouméa, nó được cho tách ra vào ngày 12 tháng 8 để hộ tống lực lượng đặc nhiệm tàu sân bay Enterprise (CV-6), đang bảo vệ cho đoàn tàu đưa lực lượng tăng viện và hàng tiếp liệu đến Solomon. Chiếc tàu khu trục quay trở về Trân Châu Cảng vào ngày 10 tháng 9.
Hoạt động từ Espiritu Santo, Ellet tham gia tuần tra tại khu vực quần đảo Solomon cùng Lực lượng Đặc nhiệm 16 từ tháng 11 năm 1942 đến tháng 5 năm 1943, rồi quay trở về Trân Châu Cảng. Trở lại Espiritu Santo vào ngày 1 tháng 7, nó vội vã đi đến Tulagi củng cố cho lực lượng phía Bắc quần đảo Solomon, rồi được đại tu tại vùng bờ Tây từ tháng 9 năm 1943. Đến cuối tháng 1 năm 1944, nó quay trở lại hoạt động, hộ tống các tàu sân bay trong chiến dịch chiếm đóng quần đảo Marshall. Sau một tuần lễ tại Trân Châu Cảng để sửa chữa, nó tham gia hoạt động tại khu vực New Guinea, hỗ trợ các hoạt động tại Hollandia trong tháng 4. Quay trở về Trân Châu Cảng, nó gia nhập Đệ Ngũ hạm đội cho chiến dịch chiếm đóng quần đảo Mariana, bảo vệ cho các cuộc không kích nghi binh phân tán xuống quần đảo Bonin cũng như trong hoạt động chính của các tàu sân bay tại Saipan và Guam.
Ellet đi đến đảo san hô Ulithi vào ngày 13 tháng 10 năm 1944, nơi nó được gửi đi trinh sát đảo san hô Ngulu lân cận cho một địa điểm được đề nghị thả neo hạm đội dự phòng. Binh lính đổ bộ lên Ngulu vào ngày 16 tháng 10, và khi chiếc tàu rải mìn Montgomery (DM-17) trúng một quả thủy lôi vào ngày 17 tháng 10, Ellet đã đi đến trợ giúp bơm nước chống ngập rồi kéo nó vào vũng biển Ulithi. Đến cuối tháng 10, Ellet tham gia Đội Tuần tra và hộ tống Mariana. Nó bắn phá Iwo Jima trong tháng 12 năm 1944 và tháng 1 năm 1945. Đặt căn cứ tại Guam và Saipan, nó hộ tống vận tải và tuần tra, hoạt động cứu vớt canh phòng máy bay cho đến tháng 7 năm 1945.
Khi xung đột kết thúc, Ellet đang được sửa chữa tại Xưởng hải quân Mare Island. Nó được cho xuất biên chế tại đây vào ngày 29 tháng 10, và bị bán để tháo dỡ vào ngày 1 tháng 8 năm 1947.

## Phần thưởng
Ellet được tặng thưởng mười Ngôi sao Chiến trận do thành tích phục vụ trong Chiến tranh Thế giới thứ hai.